# 阿德利島
阿德利島（英語：Ardley Island），是南極洲的島嶼，處於喬治王島西南端對開海域的馬克斯韋爾灣，屬於南設得蘭群島的一部分，長2公里，現時由南極條約體系管理。
1. ↑  . The Lighthouse Directory. University of North Carolina at Chapel Hill.   [15 May 2017]. （原始内容存档于2016-11-17）.
2. 1 2 3 4 5 6   (PDF). List of Lights. 美國國家地理空間情報局. 2017.